# Selago praetermissa
Selago praetermissa är en flenörtsväxtart som beskrevs av O.M. Hilliard. Selago praetermissa ingår i släktet Selago och familjen flenörtsväxter. Inga underarter finns listade i Catalogue of Life.